# Lionel White
Pour les articles homonymes, voir White.
Lionel White, né le 9 juillet 1905 à Buffalo et mort le 26 décembre 1985 à New York, est un écrivain américain de roman policier. Il a aussi écrit sous les pseudonymes de L.W. Blanco et Nick Carter.

## Biographie
Tout d’abord rédacteur à True magazine, puis à diverses revues policières dans les années 1930-1940, Lionel White se consacre entièrement à l’écriture après la guerre.
Il est connu pour ses romans noirs racontant des « gros coups » qui, très souvent, échouent en raison d’un imprévu souvent mineur. Il fut un des auteurs importants de la Série noire et rencontra Marcel Duhamel en 1956.

## L'affaire Peugeot
Le 12 avril 1960, le petit Éric Peugeot le fils de cinq ans de Roland Peugeot, est enlevé au golf de Saint-Cloud. Les ravisseurs, Pierre-Marie Larcher et Robert Rolland, occupent un pavillon dans le village de Grisy-les-Plâtres avec l'enfant. Le 14 avril, le père livre lui-même une rançon de 50 millions de francs en billets aux malfaiteurs lors d'un rendez-vous au passage Doisy ; l'enfant est libéré le jour même. Les ravisseurs, repérés par les services d'Interpol pour leurs dépenses excessives, sont arrêtés le 5 mars 1961. 
Ils avouent pendant leur interrogatoire s'être inspirés du roman The Snatchers de Lionel White ; la lettre de demande de rançon reprend presque mot pour mot la traduction française du roman (Rapt), publiée en 1955 dans la collection Série noire sous le no 271,. Le romancier s'était lui-même inspiré de l'Affaire du bébé Lindbergh pour écrire son récit.
Ce fait divers et ce roman ont, à leur tour, inspiré Bertrand Schefer pour écrire son livre Série noire, paru chez P.O.L en 2018. Au cours d'une interview, l'auteur français explique avoir retrouvé la fameuse lettre qui inspira les ravisseurs dans l’édition des années cinquante, publiée par la « Série noire » avec la jaquette. Dans l’édition américaine, la lettre originale est inscrite sur la 4e de couverture.

## Œuvre

### Romans
- Seven Hungry Men! (1952) Les Voraces, traduit par Henri Robillot et Bruno Martin, Paris, Gallimard, coll. « Série noire » no 286, 1955
- The Snatchers (1953) Rapt, traduit par France-Marie Watkins et Raoul Amblard, Paris, Gallimard, coll. « Série noire » no 271, 1955
- To Find a Killer (1954), réédité en 1964 sous le titre Before I Die De quoi se détruire, traduit par Janine Hérisson, Paris, Gallimard, coll. « Série noire » no 277, 1955
- The Big Caper (1955) Un coup fumant, traduit par Henri Robillot, Paris, Gallimard, coll. « Série noire » no 293, 1955
- Clean Break (1955), réédité en 1956 sous le titre The Killing En mangeant de l'herbe, traduit par France-Marie Watkins, Paris, Gallimard, coll. « Série noire » no 282, 1955
- Flight into Terror (1955)
- Love Trap (1955)
- Operation - Murder (1956)
- The House Next Door (1956) Le Virus, traduit par France-Marie Watkins, Paris, Gallimard, coll. « Série noire » no 333, 1956
- A Right for Murder (1957)
- Death Takes the Bus (1957) On vous descend à la prochaine, traduit par Louis Saurin, Paris, Presses de la Cité, coll. « Un mystère » no 393, 1958
- Hostage for a Hood (1957) Cadeau pour un gangster, traduit par Louis Saurin, Paris, Presses de la Cité, coll. « Un mystère » no 425, 1959
- Coffin for a Hood (1958)
- Invitation to Violence (1958) Impair et casse, traduit par Louis Saurin, Paris, Presses de la Cité, coll. « Un mystère » no 443, 1959
- Too Young to Die (1958)
- Rafferty
- Run, Killer, Run! (1959)
- The Merriweather File (1959)
- Steal Big (1960) Voix détournées, traduit par Georges Geoffroy, Paris, Gallimard, coll. « Série noire » no 656, 1961
- Lament for a Virgin (1960) Une vierge passe…, traduit par J.P. Herr, Paris, Gallimard, coll. « Série noire » no 761, 1963
- Marilyn K. (1960)
- A Death at Sea (1961)
- A Grave Undertaking (1961) Tout ce joli monde... , traduit par Gilberte Sollacaro, Paris, Gallimard, coll. « Série noire » no 656, 1961
- Obsession (1962) Le Démon d’onze heures, traduit par Bernard Rebillon, Paris, Gallimard, coll. « Série noire » no 803, 1963
- The Money Trap (1963)
- The Ransomed Madonna (1964)
- The House on K Street (1965) La Sape, traduit par Michel Peyran, Paris, Gallimard, coll. « Série noire » no 1014, 1966
- A Party to Murder (1966) Fin de soirée, traduit par Roger Guerbet, Paris, Gallimard, coll. « Série noire » no 1169, 1967
- The Mind Poisoners (1966), écrit en collaboration avec Valerie Moolman et signé Nick Carter
- Spykill (1966), signé L.W. Blanco
- The Crimshaw Memorandum (1967)
- The Night of the Rape (1967)
- Hijack (1969)
- Death of a City (1970)
- A Rich and Dangerous Game (1974)
- The Mexico Run (1974)
- Jailbreak (1976)
- The Walked Yard (1978)

### Nouvelles
- Clue of the Poison Pen (1942) La Piste du Corbeau, nouvelle dans le recueil collectif Meurtres pour de vrai, traduite par France-Marie Watkins, Paris, Gallimard, coll. « Série noire » no 2344, 1994
- To Kill a Wife (1956)

### Autre publication
- Protect Yourself, Your Family, and Your Property in a Unsafe World (1974)

## Filmographie

### Adaptations au cinéma
- 1956 : L'Ultime Razzia (The Killing), film américain réalisé par Stanley Kubrick, adaptation de En mangeant de l'herbe
- 1957 : The Big Caper, film américain réalisé par Robert Stevens, adaptation de Un coup fumant
- 1963 : Pierrot le Fou, film français réalisé par Jean-Luc Godard, adaptation de Le Démon d’onze heures[5]
- 1965 : Piège au grisbi (The Money Trap) , film américain réalisé par Burt Kennedy, adaptation de The Money Trap
- 1965 : La Nuit du lendemain (Night of Following Day), film américain réalisé par Hubert Cornfield, adaptation de Rapt
- 1974 : Karval, film finnois réalisé par Seppo Huunonen, adaptation de Le Démon d’onze heures

### Adaptations à la télévision
- 1961 : The Merriweather File, saison 1, épisode 21, réalisé par John Brahm, de la série télévisée américaine Thriller, adaptation du roman de même titre
- 1980 : Rafferty (Рафферти), téléfilm soviétique réalisé par Semion Aranovitch, adaptation du roman du même titre

## Pour approfondir